# День памяти (Камбоджа)
День пра́ведного гне́ва (кхмер. ទិវាចងកំហឹង), ранее Национа́льный день не́нависти (кхмер. ទិវាជាតិនៃការចងចាំ), отмечается ежегодно 20 мая в память о жертвах геноцида в Камбодже. Призван увековечивание памяти жертв политического террора, организованного тоталитарным коммунистическим режимом Красных Кхмеров в период их правления с 1975 по 1979 год.

## История
Впервые Национальный день ненависти был отмечен в Народной Республике Кампучия 20 мая 1984 года. Празднование установлено 12 сентября 1983 на съезде НРПК в Пномпене, где собралось около 300 представителей интеллигенции и духовенства. Выбор даты был обусловлен тем, что 20 мая 1976 года стало днем начала массовых убийств в Камбодже (Демократической Кампучии — офиц. назв. Камбоджи в период правления Красных Кхмеров). Также в этот день в 1973 году полпотовцы приступили к принудительной коллективизации в провинции Такео. 
Полная официальная форма — «День ненависти к геноциду клики Пол Пота — Иенг Сари — Кхиеу Сампхана и реакционных групп Сианука — Сон Санна». Англоязычный вариант названия — День ненависти (англ. Day of Hatred) является несколько неточным.
На протяжении 1980-х годов активное участие в подготовке торжественных мероприятий принимал Единый фронт национального строительства и обороны Кампучии (ранее — Единый фронт национального спасения Кампучии) — политическая организация, свергнувшая в 1979 году режим Красных Кхмеров. Памятный день сопровождался массовыми демонстрациями, пламенными речами известных деятелей культуры и даже сожжением бумажных чучел руководителей Красных Кхмеров.
В период с 1991 по 1993 год, когда Камбоджа находилась под управлением переходной администрации ООН (ЮНТАК) день ненависти не отмечался, поскольку власти страны пытались привлечь Красных Кхмеров в политический процесс. Попытка оказалась неудачной, поэтому в 1990-е годы мероприятия стали проводиться вновь. С 2001 года памятная дата стала называться «Днем памяти».